# کندو (مجموعه تلویزیونی)
کندو یا کندویی‌ها (انگلیسی: The Hive) یک مجموعه تلویزیونی انیمیشن کودکان سی‌جی بریتانیا است که توسط دیزنی جونیور، سی‌آی‌ تی‌وی و ای‌بی‌سی۲ در سپتامبر ۲۰۱۰ پخش شد. ۷۸ قسمت ۷ دقیقه‌ای برای فصل اول تولید شده است. فصل دوم در سال ۲۰۱۴ پخش شد. این برنامه محصول مشترک بسیاری از شرکت‌ها از جمله DQ Entertainment، Lupus Films، Monumental Productions، Picture Production Company، Hive Enterprises و Bejuba است.
این برنامه از شبکه ای‌بی‌سی۲ استرالیا نیز پخش شده است. صداپیشه‌ی بازبی در این نسخه از برنامه هری هندل است. روبی خواهر بزرگتر بازبی است که دو سال از او بزرگتر است و اغلب او را بی ادب می‌دانند، اما او برادر کوچکش را دوست دارد.

## مقدمه و قالب
کندو یک سریال متحرک رنگارنگ برای کودکان در تمام سنین است که زندگی را به دانش‌آموزان اولیه با خانواده زنبور عسل معرفی می‌کند. این سریال در مورد چیزهای روزمره‌ای است که به کودکان مربوط می‌شود مانند بازی کردن، دوست بودن، گذراندن وقت با خانواده، کنار آمدن و دانستن همه چیز در مورد جهان و نحوه کار آن.

## شخصیت‌ها
- بازبی زنبوری پنج ساله است. او به همه کمک می‌کند و کنجکاو است. روبی او را "برادر کوچک مزاحم" می‌نامد.
- روبی یک زنبور هفت ساله است. او فرزند بزرگ مامان بی و بابا بی، دختر بزرگتر و خواهر بازبی و بیبی است. بازبی او را "خواهر بزرگ رئیس" می‌نامد. روبی یک ویز کامپیوتر است.
- بچه خواهر کوچک بازبی و روبی است. او عاشق خندیدن و بازی با خواهر و برادرش است.
- مامان زنبور مادر بازبی، روبی و بیبی و همسر بابا بی است. او اغلب کیک و غذاهای دیگر می‌پزد.
- بابا زنبور پدر بازبی، روبی و بیبی و شوهر مامان بی است. او اغلب روی مبل می‌نشیند و روزنامه می‌خواند.
- مادربزرگ زنبور، مادربزرگ بازبی، روبی و بیبی و همسر پدربزرگ بی است. وقتی مامان بی در خانه نیست از روبی، بازبی و بیبی مراقبت می‌کند. معلوم نیست که او مادر مامان بی است یا بابا بی.
- پدربزرگ زنبور، پدربزرگ بازبی، روبی و بیبی و شوهر مادربزرگ بی است. او اغلب به بازبی غذا می‌دهد و برای او داستان تعریف می‌کند. معلوم نیست که او پدر مامان بی است یا بابا بی.
- کک حیوان خانگی مادربزرگ و پدربزرگ بی است. او بسیار پرانرژی است و دوست دارد زیاد بپرد.
- جاسپر یک زنبور بداخلاق است که اغلب به دوستانش حقه می‌زند. او یکی از بهترین دوستان بازبی و گاهی طعنه آمیز است و بارنبی را کرم کُند خطاب می‌کند.
- بارنبی یک زنبور وفادار و راستگو است که یکی دیگر از بهترین دوستان بازبی است. او عینکی است.
- دبی بهترین دوست روبی است. او کک و مک و خوک‌های قهوه‌ای دارد.
- خانم برد معلم بازبی از مدرسه هانیدیو است.
- عنکبوت پست‌چی یک پست‌چی است که با بازبی دوست است.
- کرم ابریشم کرمی است که از گل‌ها مراقبت می‌کند و گل می‌کارد.
- آقای هزارپا یک هزارپا است که مکانیک است.
- دکتر بیتل سوسکی است که پزشک است.
- میلیس و وینس دو مورچه هستند که در فروشگاه مورچه‌ها کار می‌کنند.
- لرد بارتلبی باز لردی است که برای مدت کوتاهی عصبانی مهربان است. او خدمتکار شخصی ملکه است.
- زنبور ملکه یک زنبور ملکه است که مورد علاقه لرد بارتلبی است. او دوست بازبی است.
- خانم واسپ مادر جاسپر است. او با مادر بازبی دوست خوبی است.
- حلزون یک حلزون و دانش آموز مدرسه هانیدو است. وقتی می‌ترسد در پوسته خود پنهان می‌شود.
- عنکبوت یک عنکبوت و دانش آموز مدرسه هانیدو است. او ممکن است پسر عنکبوتِ پست‌چی باشد.
- کرم یک کرم بی‌صدا و واقعا آزار دهنده است که در هر قسمت و در تیتراژ پایانی ظاهر می‌شود.
- پرندگان دو پرنده که در هر قسمت روی یک درخت نزدیک ظاهر می‌شوند.
- زنبور کلارا نظافتچی مدرسه هانیدیو است. هرگز دیده نشده است، فقط توسط خانم لیدی برد در قسمت "شنیدی؟" ظاهر شد.
- زنبورهای کارگر سه زنبور هستند که به جمع آوری دانه‌های گرده از مزرعه گل ادامه می‌دهند.
- هربی زنبوری چهار ساله است. او برادر کوچک بارنبی است.
- خانم پروانه مادر کرم ابریشم است.